# طایفه‌های ایل قشقایی
ایل قشقایی در جنوب ایران ساکن است و جمعیتی حدود ۸۰۰,۰۰۰ الی ۱,۰۰۰,۰۰۰ نفر در مناطق قشقایی نشین را دارا می باشند .
ایل قشقایی شامل  ۸ طایفه اصلی (عمله، دره شوری، کشکولی بزرگ، شش بلوکی، کشکولی کوچک، فارسیمدان، قراچه، رحیمی) می باشد.

## طوایف

### طوایف اصلی:

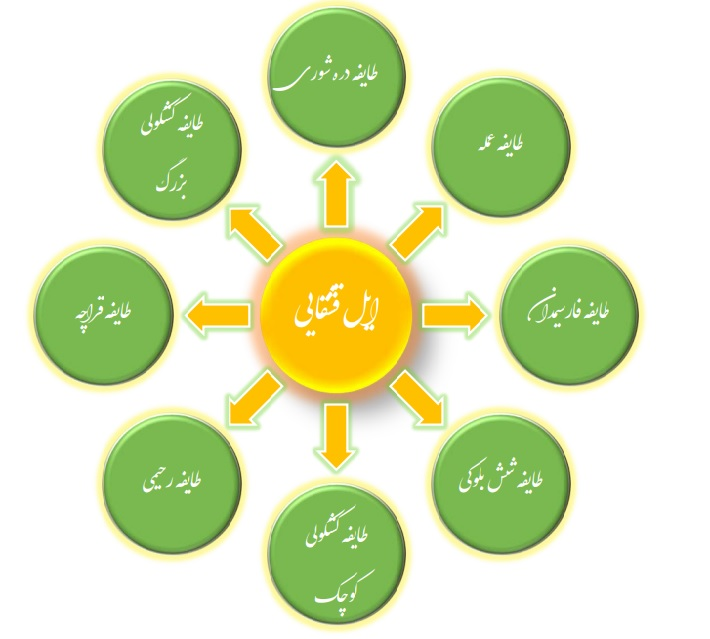
طوایف ایل قشقایی

- طوایف ایل قشقاییطایفه عمله: جمعیت طایفه عمله در سال ۱۳۶۰ شمسی ۸۰۱۱ خانوار (۴۲۴۶۱ نفر) بوده‌است و در سال ۱۳۶۶ دارای ۴۷ تیره و ۴۰۳۷ خانوار بوده‌است.
- طایفه کشکولی بزرگ: جمعیت این طایفه در سال ۱۳۴۲ حدود ۴۸۶۲ خانوار، در سال ۱۳۵۲ شمسی ۳۶۷۶ خانوار و در سال ۱۳۶۰، بالغ بر ۵۲۷۰ خانوار (۲۷۹۳۵ نفر) بوده است و در سال ۱۳۶۶ دارای ۴۷ تیره و ۲۵۱۷ خانوار بوده است.
- طایفه فارسی‌مدان: دارای ۲۳ تیره و ۱۳۵۰۰ نفر جمعیت در سال ۱۳۳۵ بوده است.
- طایفه دره‌شوری: دره شوری، یکی از طوایف نیرومند و مشهور ایل قشقایی است که طبق آمار دولتی (۱۳۶۰) دارای ۶۴ تیره و ۵۱۶۹ خانوار (۲۷۳۹۶ نفر) بوده‌است و در سال ۱۳۶۶ دارای ۵۲ تیره و ۴۰۳۷ خانوار بوده‌است.
- طایفه شش بلوکی: این طایفه در سال ۱۳۶۱ دارای ۶۰ تیره، ۶۴۰۳ خانوار(۳۳۹۳۸ نفر) بوده‌است و در سال ۱۳۶۶ دارای ۲۰ تیره و ۴۰۲۹ خانوار بوده‌است.
- طایفه کشکولی کوچک: این طایفه در سال ۱۳۶۱ دارای ۱۱۳۸ خانوار (۶۰۳۷ نفر) بوده‌است و در سال ۱۳۶۶ دارای ۱۴ طایفه و ۷۱۵ خانوار بوده‌است.
- طایفه رحیمی: طایفه رحیمی دارای ۱۶ تیره است و طبق آمار دولتی از حدود هفت هزار خانوار و بیست هزار نفر تشکیل شده است.
- طایفه قراچه: طایفه قراچه دارای بیش از ۲۵ تیره است که محل سکونت مردمان این طایفه در استان های فارس، اصفهان، خوزستان و... است

### طوایف فرعی:
- طایفه نمدی
- طایفه آردکپان
- صفی خانی
- جعفربیگلو

## طایفه و تیره های قشقایی

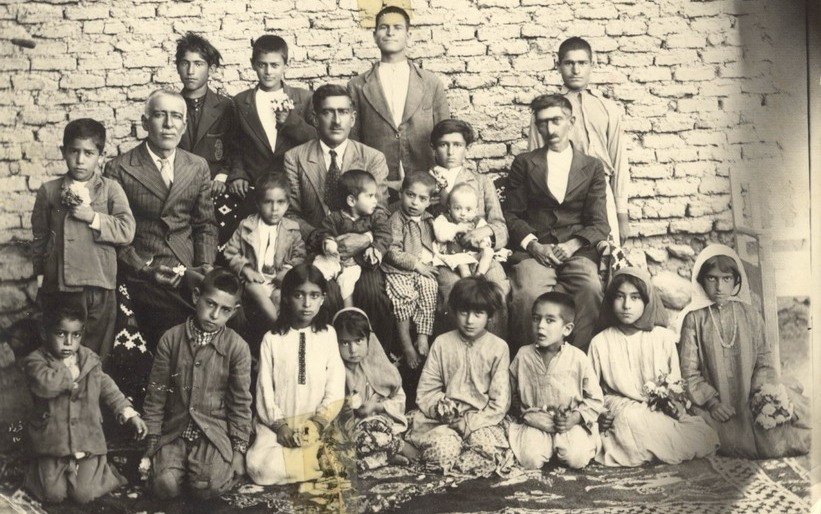
خوانین طایفه کشکولی و فرزندانشان در دوران رضاشاه

ایل قشقایی از هشت طایفه بزرگ تشکیل شده که هر طایفه خود از تیره های مختلف تشکیل گردیده است . پس از" تیره" به لحاظ سلسله مراتب "بنکو"  و سپس "اُبا" قرار دارد. 
اسامی طوایف هشت گانه ایل قشقایی عبارتند از: 

### طایفه عمله
این طایفه، طایفه فرمانده اتحادیه ایلی قشقایی است. ایشان در اصل کارگزاران و جنگاورانی بودند از طایفه‌های دیگر جهت انجام کارهای ایل‌خانی جمع‌آوری شدند. در دوره رضاشاه که بسیاری از قشقایی مجبور به ترک زندگی عشایری شدند، افراد دیگر طایفه‌ها به طایفه قدرتمند عمله پیوستند و از این رو پس از کنار رفتن رضاشاه، جمعیت طایفه دوبرابر شد. پس از آن نیز محمدناصرخان، ایلخان قشقایی، بسیاری از طایفه‌هایی را که در نتیجه سیاست‌های خشن رضاشاه، کلانترهای خود را از دست داده‌بودند به طایفه عمله ملحق کرد.
طایفه عمله ۴۶ تیره دارد که عبارتند از:
ایگدر - قنبری گللو -عبیری - دمیچک - اسلاملو - چگینلو - رمضانخانی - جعفربیگلو - گورکانلو - کورش - رحیم لو - سارویی عمله - دمیرچماقلو - کهوا - یلمه - طیبلو - چوبانکاره - کلاه سیاه - مهترخانه - بور بور - نمدی - سبزواری - گله زن - توتولو - ابیوردی - شولو - نفر - توللی - بهلول لی - کرمال لو - بلوکهلو - بیات - هاشم خانلو - سهراب خانلو - آردکپان - قجه بیگلو - قره خانلو - قزل لو - موصل لو - کرانلو - قادرلو - کله خرد لو -مختار خانلو-گرایی-چهارده چریک-بهمن بیگلو

### طایفه فارسیمدان
فارسیمدان‌ها معتقدند که اصل آن‌ها از طایفه خلج می‌باشد و قبل از نقل مکان به جنوب ایران، در منطقه خلجستان اقامت داشته‌اند. این طایفه از اواخر قرن شازدهم میلادی، در فارس حضور داشته‌است.
طایفه فارسیمدان ۲۵ تیره دارد که عبارتند از(به ترتیب حروف الفبا): 
بهلول لو - توابع - توللی - داروغه- دوغانلو - زرگر - شبانکاره  - ظهراب لو - عرب فامور - عرب گاومیشی - عمله - قره میرشاملو - قلدر - لر- لک - مرول - مرکزی - موصلی - کرانلو - کلبعلی - گورجایی - اولاد - دنگزلو - شیبانلو - قاسملو - ماچانلو

### طایفه دره‌شوری
نام این طایفه را برگرفته از سکونتگاه تابستانی‌شان یعنی دره‌شور می‌دانند، به ایشان همچنین دره‌شولی نیز می‌گویند که مینورسکی معتقد است که با قوم شول ارتباط دارد. ایشان را بازماندگان جنگاوران قزلباشی می‌دانند که در زمان شاه عباس بزرگ به منطقه آورده شده‌اند و در دوره کریم‌خان زند به اتحادیه ایلی قشقایی پیوسته‌اند. ایشان بزرگترین پرورش‌دهندگان و صاحبان اسب در میان قشقایی‌ها بودند، در نتیجه سیاست‌های رضاشاه دره‌شوری‌ها نزدیک به ۸۰ تا ۹۰ درصد اسب‌هایشان را از دست دادند.
طایفه دره شوری ۵۵ تیره دارد و به لحاظ تعداد تیره ها بزرگترین طایفه ایل قشقایی است . اسامی تیره های طایفه دره شوری به نقل از کتاب "سیاه چادرها" منوچهر کیانی عبارتند از (به ترتیب الفبا):
آق تومان - آقاکیخالو - آهنگر - آیبلو- ابولکرلو - اروجلو - اصلانلو - ایمانلو - ایپک لو - باقر کیخایی - بلوردی - سبزواری -بهرام کیخالو - تله بازلو - جانباز‌لو - جلال لو - درزی - دولو - دوندولو - ریکه - زرگر - زیلابلو - سادات - شاقی - شاهین کیخالو - صادقلو - طاهری - طیبی - علیمردانلو - قراچه - قرمزی - قره جلو - قرخلو - قره خانلو - قره قانلو - قمبنلو - قورد - لک - محمدلو - مهدی کیخالو - نادرلو - نره ای - نفر - نیم مردلو - وزیر خانلو - چارق لو - چهارده چریک - کایید - کزنلو - کوربکش - گرمسیری - گوجلو -گودرز کیخایی- خیراتلو - عثمانلو - عشیرلو - عمله حسین‌خان - میش بسیار -وندا-کاسه تراش -کریملو

### طایفه شش بلوکی
این ایل از پرجمعیت‌ترین طوایف قشقایی است که در پرورش و نگهداری دام مهارت فراوان دارند. طایفه شش بلوکی اغلب دارای تیره‌های بسیار قدیمی و از همان ترکان عراقی یعنی مهاجران اولیه می‌باشد.
طایفه شش بلوکی ۶۰ تیره دارد که مهمترین آنها عبارتند از :  
علمدارلو-محمدخانلو_کله لو -دوست محمدلو- هیبت لو - قره یارلو - بهلول لو - عرب چرپانلو - علی قیالو - چهارمحال لو - جعفرلو - آهنگر - دوقزلو - کوهی - عرب شاملو - بلوردی - عمله علیا -  - قورد - شورباخورلو  - اسلاملو - گرایی - قبادلو و ... .

### طایفه کشکولی بزرگ
طایفه «کشکولی» احتمالاً از اقوام ترک بوده و پس از سقوط سلسله زندیه در اواخر قرن هجدهم گروه‌هایی از کردها و لرها را به خود جذب کرده‌است. ریشه خانواده‌های حاکم بر این طایفه، به زندیه بر می‌گردد. در سال‌های قبل از جنگ جهانی اول کلانتران و خان‌ها طایفه کشکولی از دولت انگلستان حمایت کردند و پس از جنگ جهانی اول، صولت الدوله، کشکولی‌ها را تنبیه کرد. او کلانتران کشکولی را که به مخالفت با او برخاسته بودند عزل کرد و قدرت طایفه کشکولی را تنزل داد. از این پس دو گروه را از طایفه کشکولی جدا کرد و به آن‌ها هویت طایفه‌های مستقل داد. این دو گروه «قراچه‌ای» و طایفه کشکولی کوچک نام گرفتند. باقی‌مانده طایفه کشکولی، تحت نام طایفه کشکولی بزرگ خوانده می‌شوند.

طایفه کشکولی بزرگ ۴۶ تیره دارد که عبارتند از : 
آرخالو - گنجکنه ای - قراچه - جرکا‌نلو - ارغانی - هاشمی - لک زندی - ایوب لو - علی عسکرلو - علی پناهلو - لک - خانی - لک نیازی - بهرامی - بیگدلی ترک - کهوتنیمقما - آغاجری - دمادلی - نمابیگدلی - تولی - مقیمی - آلاقویونلو - فرهادلو - شاه محمدلو - ایمانلو - ددکه ای - یادکورلو - فیوج - قاسملتنمیمیمو - طیب لو - گواقراگوزلو - سلوک لو -  - پیرمرادی - چهارده چریک - دینا  - چهار بنیچه - بوگر - حسن آقالو - ابیلو - کوروش - بلوردی - وندا - دیزگانلو - ساعت 

### طایفه کشکول
کشکولی کوچک ۱۴ تیره دارد که عبارتند از(به ترتیب الفبا):
آخچه لو - اوریاد - بوللو - سهمدنی - عالیوند - فیلوند - قراچه - لر - لک - نفر - پاگیر - کهواده - بهی - کرمانلو 

### طایفه رحیمی
این طایفه را به استناد  سنگ قبرهای موجود درمنطقه ییلاقی جامعه ایلی قریب به هزار سال درخطه جنوبی ایران (فارس وبوشهر) می دانند. و همچنین این طایفه نقش بسزایی در تحولات سیاسی و اجتماعی ایل قشقایی در منطقه جنوب و سطح کشور در ادوار گذشته به خصوص قاجاریه و پهلوی داشته است.
طایفه رحیمی از ۱۶ تیره تشکیل شده و هرکدام از تیره ها دارای چندین بنکو هستند، اسامی تیره ها(به ترتیب الفبا):
۱- بنیادله ۲-بیگلر ۳-تقی بیگلی ۴-جرکانله ۵-حاجیلی ۶-حسن شالو ۷-درویشلی ۸-رحیمی لرکی ۹-رضا کانله ۱۰-سیمکانله ۱۱-قشلاقله ۱۲-لشنی ۱۳-مردانله ۱۴-مغانله ۱۵-مکی زارله ۱۶-پیوند رحیمی

### طایفه قراچه
طایفه قراچه از ۳۰ تیره به وجود آمده و هرکدام از تیره ها شامل چندین بنکو و اولاد هستند، اسامی تیره ها(به ترتیب الفبا):
۱-اولاد قاسم ۲-بارپازلو ۳-باصری ۴-بهادنلو(حاج بهادون) ۵-خان احمئلو ۶-خوانین(فضلی بیگ) ۷-ددکه ای ۸-دلیکانلو ۹-رگه ۱۰-شیروانلو ۱۱-صمیمی ۱۲-طوس۱۳-قره قیر لو ۱۴-قورد ۱۵-مال احمدی ۱۶-مرکزی ۱۷-ولدان جمعه سلطان ۱۸-پیرالو ۱۹-چلی ۲۰-چهار بنچه ۲۱-چهاردانگه ۲۲-چککی ۲۳-کردلو ۲۴-کریم ابدالو ۲۵-کریملو ۲۶-کله لو ۲۷-کله پزلو ۲۸-کچلر ۲۹-گرمسیر لو ۳۰-یاخچی ابدالو
```
   ‌
```